# Mapai (Mozambique)
Mapai, también conocida como Regulo Mapai, es una villa y también uno de los tres puestos administrativos que forman el distrito de Chicualacuala en la provincia de Gaza en la zona meridional de Mozambique, región fronteriza con las provincias de Manica, de Inhambane y de Maputo. 
Región ribereña del Océano Índico y fronteriza con Zimbabue (Provincia de Masvingo) y Sudáfrica (Provincia de Limpopo) que geográficamente pertenece a la ecorregión de salobral del Zambeze en la cuenca del río Limpopo.

## Geografía
Situado en el oeste de la provincia y al este del distrito, a orillas del río Limpopo.
Linda al norte con los puestos de Massangena y de Chicualacuala (Villa de Eduardo Mondlane); al sur con el de Combomune; al este con el de Chigubo; y al oeste con el de Chigubo.
La sede se encuentra situada en la orilla izquierda del río Limpopo, es una aldea pequeña y muy pobre, que padece con frecuencia los rigores de la sequía y del hambre. Una gran parte de su población tiene sida.

## División administrativa
Puesto administrativo (posto administrativo) con una población de 19 232 habitantes y, formado por cinco localidades: Mapai, sede y las aldeas de 16 de junio, Mapai-Rio, Chidulo y Mepúzi.
Código Postal 90402.

## Medio ambiente
Sabana arbolada de mopane del Zambeze, en el Parque Transfronterizo del Gran Limpopo, un parque de la paz que vincula al Parque Nacional Kruger con el Parque Nacional Gonarezhou en Zimbabue y al Parque Nacional de Limpopo en Mozambique. Los cañones del parque Kruger han sido nombrados Reserva de la Biosfera por la Unesco.

## Historia
En la época colonial, Mapai era un destino popular entre los cazadores, especialmente sudafricanos.
En junio de 1976, los Selous Scouts, una unidad de operaciones especiales de las Fuerzas de seguridad de Rodesia, lanzaron una incursión contra el campo de tránsito del Ejército Africano para la Liberación Nacional de Zimbabue (ZANLA) entre Mapai y Chicualacuala. El área fue nuevamente atacada el 31 de octubre de 1976. Fue de nuevo escenario de feroces combates durante la Operación Uric, en septiembre de 1979, durante los últimos meses de la guerra civil de Rodesia.